# Eriogonum holmgrenii
Eriogonum holmgrenii är en slideväxtart som beskrevs av James Lauritz Reveal. Eriogonum holmgrenii ingår i släktet Eriogonum och familjen slideväxter. Inga underarter finns listade i Catalogue of Life.